# Ginhoven (Baarle-Hertog)
Ginhoven is een gehucht in de Belgische gemeente Baarle-Hertog in de provincie Antwerpen.
Ginhoven is mogelijk het oudste gehucht in deze regio. De naam zou afkomstig zijn van Ginno, een Germaanse Heer. Volgens de Legende van Gelmel kwam Gelmel hier aan om te plunderen. Later kwam hij hier terug met vrouwen en kinderen, voor het voortbestaan van Ginhoven en Zondereigen. Waarschijnlijker duidt de naam op Gindse hoeven. In 1440 wordt de Abdij van Tongerlo eigenaar van het afgezonderde domein. De hoeven in dit domein waren de verste hoeven die bij de abdij kwamen. Een andere betekenis is de betekenis hoeven bij de brug zijn. Er zou dan een brug over de Noordermark zijn.

## Baarle-Nassau
Binnen het territorium van Ginhoven (ten noordwesten van het gehucht en ten zuiden van de Belgisch-Nederlands grens), is een van de acht Nederlandse enclaves van Baarle-Nassau. 